# Untere Gersprenz
Untere Gersprenz este o arie protejată (arie specială de conservare — SAC, sit de importanță comunitară — SCI) din Germania întinsă pe o suprafață de 772,9 ha, integral pe uscat.

## Localizare
Centrul sitului Untere Gersprenz este situat la coordonatele 49°55′48″N 8°53′38″E / 49.93°N 8.8939°E.

## Înființare
Situl Untere Gersprenz a fost declarat sit de importanță comunitară în iulie 2001 pentru a proteja 1 specie de plante și 49 de specii de animale. Situl a fost protejat și ca arie specială de conservare în martie 2008.

## Biodiversitate
Situată în ecoregiunea continentală, aria protejată conține 8 habitate naturale: Vegetație psamofilă uscată cu pășuni deschise de Corynephorus și Agrostis, Ape stătătoare oligotrofe până la mezotrofe, cu vegetație de Littorelletea uniflorae și/sau de Isoëto-Nanojuncetea, Ape puternic oligomezotrofe cu vegetație bentonică cu Chara spp., Lacuri eutrofice naturale cu vegetație de tip Magnopotamion sau Hydrocharition, Pajiști cu Molinia pe soluri calcaroase, turboase sau argilos-nămoloase (Molinion caeruleae), Fânețe de joasă altitudine (Alopecurus pratensis, Sanguisorba officinalis), Păduri de stejar sau de stejar și carpen sub-atlantice și medio-europene de Carpinion betuli, Păduri aluvionare cu Alnus glutinosa și Fraxinus excelsior (Alno-Padion, Alnion incanae, Salicion albae).
La baza desemnării sitului se află mai multe specii protejate:
- plante (1): Jurinea cyanoides
- păsări (40): fluierar de munte (Actitis hypoleucos), pescăruș albastru (Alcedo atthis), rață lingurar (Anas clypeata), rață mică (Anas crecca crecca), Anas platyrhynchos platyrhynchos, rață cârâitoare (Anas querquedula), Anas strepera strepera, fâsă-de-câmp (Anthus campestris), Ardea cinerea cinerea, buhai de baltă (Botaurus stellaris stellaris), fugaci de țărm (Calidris alpina), fugaci mic (Calidris minuta), Charadrius dubius curonicus, chirighiță neagră (Chlidonias niger), barză albă (Ciconia ciconia ciconia), barză neagră (Ciconia nigra), erete de stuf (Circus aeruginosus), porumbel de scorbură (Columba oenas), cristeiul de câmp (Crex crex), lăstun de casă (Delichon urbicum), ciocănitoarea de stejar (Dendrocopos medius), ciocănitoare neagră (Dryocopus martius), egretă albă (Egretta alba), becațină comună (Gallinago gallinago), rândunică (Hirundo rustica), Ixobrychus minutus minutus, Luscinia svecica cyanecula, gaia neagră (Milvus migrans), gaia roșie (Milvus milvus), Nycticorax nycticorax nycticorax, vultur pescar (Pandion haliaetus), cresteț pestriț (Porzana porzana), mărăcinar (Saxicola rubetra), graur (Sturnus vulgaris), Tachybaptus ruficollis ruficollis, fluierar negru (Tringa erythropus), fluierar de mlaștină (Tringa glareola), fluierar cu picioare verzi (Tringa nebularia), fluierarul de zăvoi (Tringa ochropus), nagâț (Vanellus vanellus)
- amfibieni (1): izvoraș-cu-burta-galbenă (Bombina variegata)
- mamifere (3): castor (Castor fiber), liliac cu urechi mari (Myotis bechsteinii), liliac comun (Myotis myotis)
- nevertebrate (3): rădașcă (Lucanus cervus), phengaris nausithous (Maculinea nausithous), Vertigo angustior
- pești (1): boarță (Rhodeus amarus)
- reptile (1): țestoasa de baltă (Emys orbicularis)

Pe lângă speciile protejate, pe teritoriul sitului au mai fost identificate 3 specii de amfibieni, 6 specii de mamifere, 1 specie de nevertebrate.